# Az Amerikai Egyesült Államok Képviselőháza
Az Amerikai Egyesült Államok Képviselőháza az Amerikai Egyesült Államok törvényhozási szerve, a kongresszus alsóháza. Az alsóház megnevezés az Egyesült Államok helyzetében félrevezető lehet, mert a képviselőháznak és a szenátusnak megvannak a maga privilégiumai, amely egyenlővé teszi a két házat.

## A képviselőház felépítése
A képviselőház felépítését és tagjainak számát elsőként az 1787. július 16-án megkötött Connecticuti Nagy Egyezmény határozta meg. Eszerint az államok lakosságának számaránya alapján kell meghatározni, hogy melyik állam hány képviselőt küldhet a képviselőházba, de minden tagállamnak legalább egy képviselője van. A képviselőház létszáma 1929 óta 435 fő – ezt egy törvényben a kongresszus határozta meg.
A képviselői helyek tagállamok közötti megosztását a tízévente megtartott országos népszámlálás eredményei alapján rendszeresen felülvizsgálják. A 2020-as népszámlálás alapján például Kaliforniának 52 képviselője lett, Alaszkának, Delawarenek, Észak-Dakotának, Dél-Dakotának, Vermontnak és Wyomingnak viszont csak egy-egy. A népszámlálás alapján Texas képviselői helyeinek száma növekedett a legtöbbet (két fővel 38-ra) és Kalifornia, Illinois, Michigan, New York, Nyugat-Virginia, Ohio és Pennsylvania képviselőcsoportja mind egy-egy fővel csökkent. Montana volt az egyetlen állam, amely a népszámlálás következtében történelme során először több, mint egy képviselőt kapott.

## A képviselők megválasztása
A képviselőket kétévente (minden páros évben), tehát kétéves időtartamra választják meg. A képviselőház teljes egészében megújul az elnökválasztással egy időben, illetve a két elnökválasztás közötti félidős választások során is. A választáson szavazásra jogosult minden személy, aki az adott tagállamban választójoggal rendelkezik.

## A képviselőház privilégiumai
A képviselőház két privilégiummal rendelkezik: A költségvetési törvényjavaslatok innen indulhatnak és csak a képviselőháznak van joga az elnököt közjogi felelősségre vonás céljából vád alá helyezni (impeachment). Ha ez megtörténik, maga a képviselőház lesz a bírói testület.

## A 2024-es választás után
A 119. kongresszus kezdetén Republikánus Párt 219 míg a Demokrata 215 helyet tudhatott magának.
|                                       | Párt         | Párt  | Összesen | Széküresedés |
| ------------------------------------- | ------------ | ----- | -------- | ------------ |
|                                       |              |       | Összesen | Széküresedés |
| Demokrata                             | Republikánus |       | Összesen | Széküresedés |
| Az előző kongresszus vége             | 211          | 219   | 430      | 5            |
|                                       |              |       |          |              |
| Kongresszus kezdete (2023. január 3.) | 215          | 219   | 434      | 1            |
| %                                     | 49.5%        | 50.5% |          |              |
| Nem szavazó tagok                     | 3            | 3     | 6        | 0            |